# Історичний музей (Ватикан)

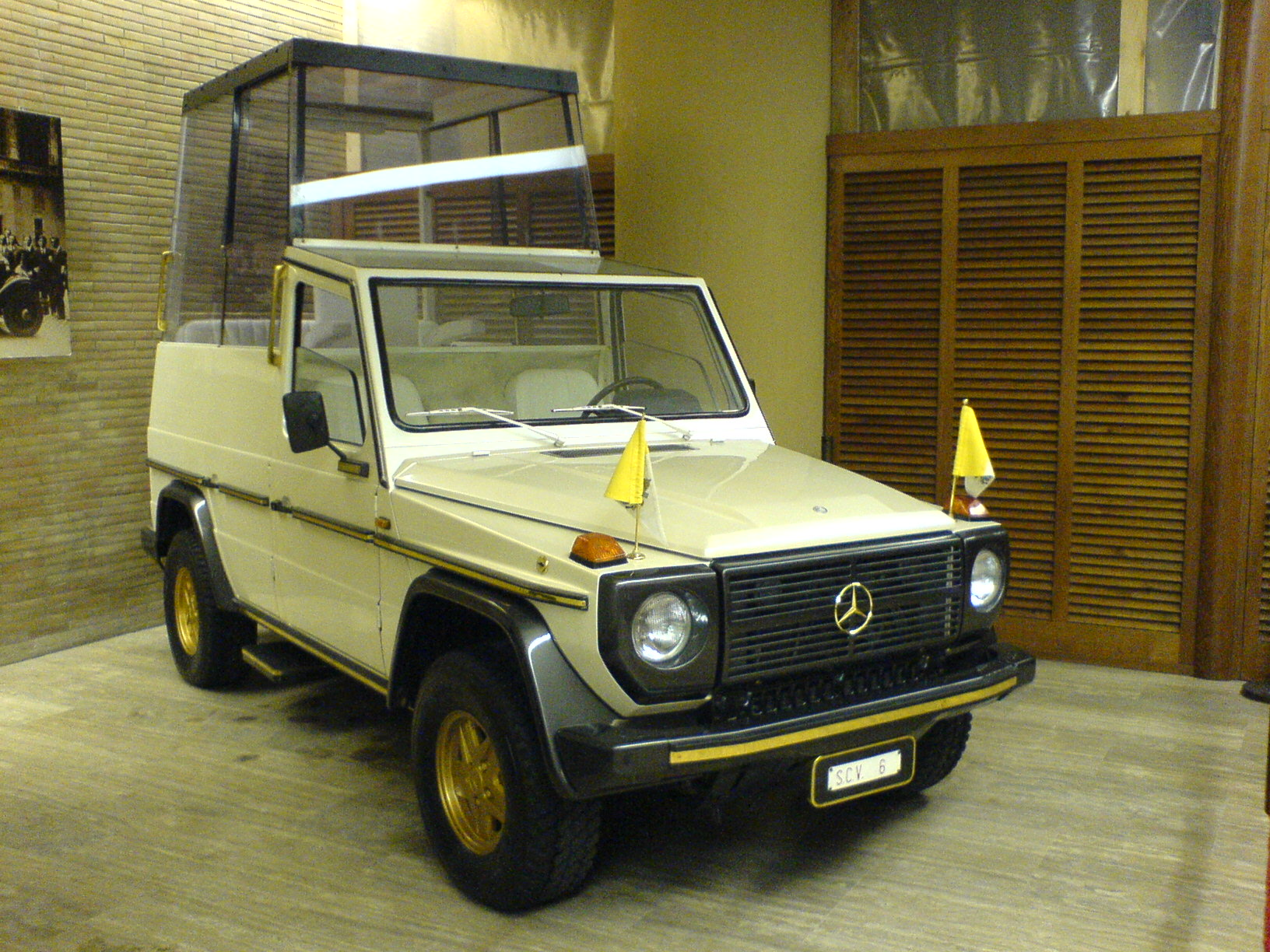
Папамобіль

Історичний музей (Ватикан) (італ. Museo storico vaticano) — один з музеїв Ватикану. Музей заснований в 1973 році папою Павлом VI. Тут знаходиться колекція експонатів, пов'язаних з історією Ватикану: карети, сідла, автомобілі, паланкіни пап, солдатська уніформа, прапори, предмети повсякденного та святкового вжитку пап, а також графіка і фотографії, документи про нині не існуючі церемонії і посади. У колекції також знаходиться модель першого локомотива Ватикану (1929 р.) і парадна карета Лева XII, яку використовували близько ста років (до папи Пія XI). 

Padiglione delle Carrozze — секція історичного музею, розташована з 1991 року окремо, у палатах папи в палаці Латерано.